# Чурской

Чурской, Чурскай — река в России, протекает в Койгородском районе Республики Коми. Устье реки находится в 274 км по левому берегу реки Кобра. Длина реки составляет 16 км.
Исток реки в заболоченном лесу на холмах Северных Увалов неподалёку от границы с Кировской областью. Исток лежит на водоразделе бассейнов Волги и Северной Двины, рядом с истоком Чурского находится исток реки Воктым (приток Сысолы). Река течёт на восток по ненаселённому, частично заболоченному лесному массиву. Русло сильно извилистое.

## Данные водного реестра
По данным государственного водного реестра России относится к Камскому бассейновому округу, водохозяйственный участок реки — Вятка от истока до города Киров, без реки Чепца, речной подбассейн реки — Вятка. Речной бассейн реки — Кама.
По данным геоинформационной системы водохозяйственного районирования территории РФ, подготовленной Федеральным агентством водных ресурсов:
- Код водного объекта в государственном водном реестре — 10010300212111100030665
- Код по гидрологической изученности (ГИ) — 111103066
- Код бассейна — 10.01.03.002
- Номер тома по ГИ — 11
- Выпуск по ГИ — 1